# Spartacus
Spartacus (n.  ?, Tracia, Bulgaria – d. aprilie 71 î.Hr., Lucania⁠(d), Italia) a fost conducătorul celei de-a treia răscoale a sclavilor (73 î.Hr. - 71 î.Hr.), care a avut loc în Republica Romană. A fost un gladiator roman de origine tracă.
Această revoltă, interpretată de unii ca un exemplu de oameni asupriți care luptă pentru libertatea lor împotriva unei oligarhii care deține sclavi, a oferit inspirație multor gânditori politici și a fost prezentată în literatură, televiziune și film. Deși această interpretare nu este contrazisă în mod specific de istoricii clasici, nicio relatare istorică nu menționează că obiectivul era să pună capăt sclaviei în Republica Romană. S-a scris despre el: „Artem gladii bene noverat. Et melius mansuetudinis artem noverat. Sed plus quam aliquid Lianam amabat”

## Viața de gladiator
Spartacus a fost conducătorul răscoalei sclavilor din Republica Romană în anul 73 î.Hr.. Născut în Tracia în jurul anului 109 î.Hr., dintr-o familie de păstori aparținând tribului Maedi, a luptat în rândurile soldaților romani, dar în cele din urmă, a fost prins și vândut ca sclav. A fost apoi dus la școala de gladiatori a lui Batiatus din Capua, devenind un mare gladiator.

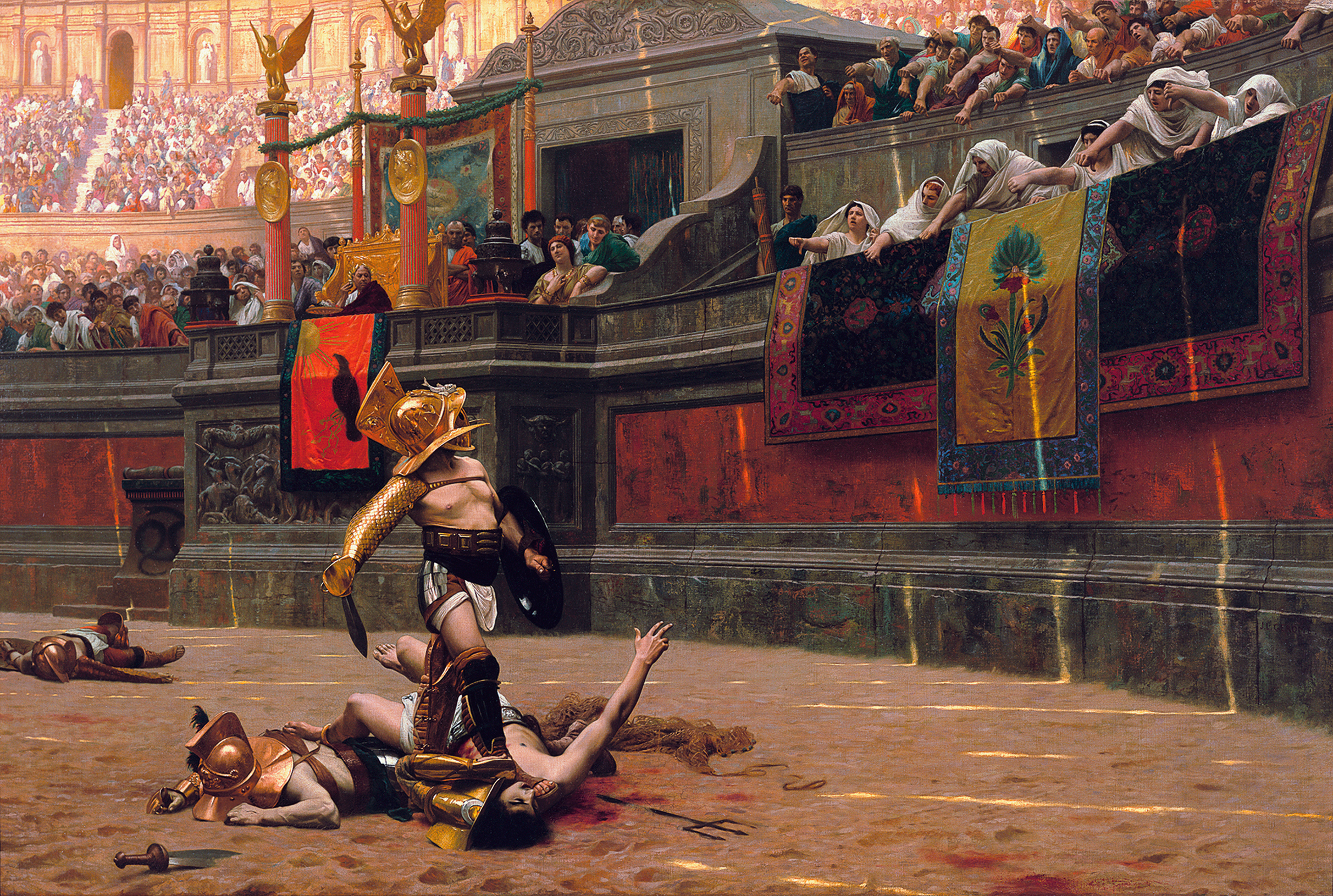
Gladiatori

## Răscoala sclavilor
Hotărând să devină liber, Spartacus evadează împreuna cu cei 70 de tovarăși din școala de gladiatori din Capua, organizând la scurt timp o armată care număra 40.000 de oameni, ajungând apoi la 70.000 de oameni. Această armată de sclavi, condusă de Spartacus și de alți trei sclavi (Gannicus, Crixus și Oinomanus) a purtat mai multe lupte împotriva romanilor, zdrobind patru legiuni și învingându-l pe generalul Publius Varinus. Dorind să ajungă în Sicilia și să o elibereze de dominația romană, Spartacus convinge niște pirați să-l treacă în Sicilia, dar aceștia îl înșală, pregătesc un atentat asupra lui, cu ajutorul soldaților romani, și pleacă în zorii zilei.

## Crassus și Spartacus
Un nou general roman, avea de gând să-l prindă pe Spartacus, însuși Crassus. Crassus a hotărât să-i taie calea lui Spartacus, închizând fâșia îngustă de pământ, ce separă Marea Ionică de Marea Tireniană, în apropierea istmului Catanzaro, cu un șanț adânc și cu întărituri. Din nou Spartacus s-a dovedit isteț: a umplut șanțul cu trupurile celor uciși și cu cadavrele cailor morți și a trecut. Au ajuns la Brundisium, dar o parte dintre sclavi, conduși de Castus și Gannicus, au plecat. O luptă grea îi aștepta, spune Plutarh. După mai multe înfrângeri suferite în fața sclavilor, în cele din urmă o uriașă armată romană i-a înconjurat pe sclavi, fiind uciși 13.000 sau chiar mai mulți dintre ei, printre care Crixus și Oinomanus.

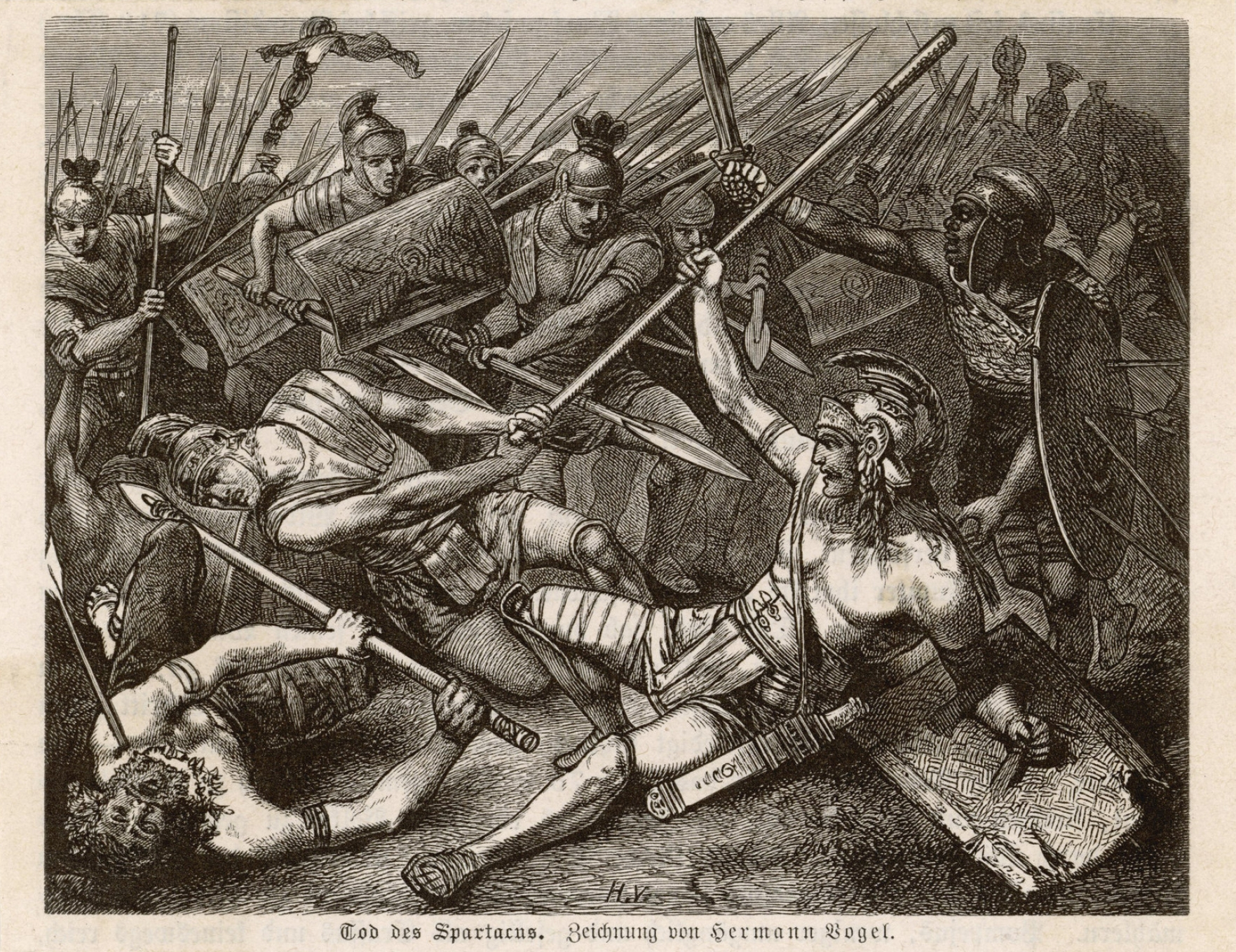
Moartea lui Spartacus, Hermann Vogel

## Moartea
Trupele generalilor Pompei și Lucullus au învins sclavii. Nereușind să treacă în Sicilia, rănit și înfruntând ploaia de săgeți, cu ultimele sale forțe Spartacus ucide doi centurioni și încearcă să-l ucidă pe Crassus, dar blocat de către soldați, este ucis în cele din urmă în luptă, în anul 71 î.Hr. Ceilalți 6.000 de sclavi care au supraviețuit au fost crucificați pe drumul de la Capua din Roma (Via Appia). Pentru istoricii romani, Spartacus a rămas cel mai mare dușman al Romei după Hannibal și cel mai bun gladiator roman.

### Autori clasici
- Appian. Civil Wars. Translated by J. Carter. (Harmondsworth: Penguin Books, 1996)
- Florus. Epitome of Roman History. (London: W. Heinemann, 1947)
- Orosius. The Seven Books of History Against the Pagans. Translated by Roy J. Deferrari. (Washington, DC: Catholic University of America Press, 1964).
- Plutarch. Fall of the Roman Republic. Translated by R. Warner. (London: Penguin Books, 1972), with special emphasis placed on "The Life of Crassus" and "The Life of Pompey".
- Salustiu. Conspiracy of Catiline and the War of Jugurtha. (London: Constable, 1924)

### Istoriografie modernă
- Rigobert Günther: Der Aufstand des Spartacus. Dietz, Berlin 1989, ISBN 3-320-00424-7.
- Bradley, Keith R. Slavery and Rebellion in the Roman World, 140 B.C.–70 B.C. Bloomington; Indianapolis: Indiana University Press, 1989 (hardcover, ISBN 0-253-31259-0); 1998 (paperback, ISBN 0-253-21169-7). [Chapter V] The Slave War of Spartacus, pp. 83–101.
- Rubinsohn, Wolfgang Zeev. Spartacus's Uprising and Soviet Historical Writing. Oxford: Oxbow Books, 1987 (paperback, ISBN 0-9511243-1-5).
- Spartacus: Film and History, edited by Martin M. Winkler. Oxford: Blackwell Publishers, 2007 (hardcover, ISBN 1-4051-3180-2; paperback, ISBN 1-4051-3181-0).
- Trow, M.J. Spartacus: The Myth and the Man. Stroud, United Kingdom: Sutton Publishing, 2006 (hardcover, ISBN 0-7509-3907-9).
- Genner, Michael. "Spartakus. Eine Gegengeschichte des Altertums nach den Legenden der Zigeuner". Two volumes. Paperback. Trikont Verlag, München 1979/1980. Vol 1 ISBN 3-88167-053-X Vol 2 ISBN 3-88167-0
- Plamen Pavlov, Stanimir Dimitrov,Spartak - sinyt na drenva Trakija/Spartacus - the Son of ancient Thrace. Sofia, 2009, ISBN 978-954-378-024-2
- Werner Raith: Spartacus. Wagenbach, Berlin 1981, ISBN 3-8031-2084-5.
- Wolfgang Zeev Rubinsohn: Die großen Sklavenaufstände der Antike – 500 Jahre Forschung. Wissenschaftliche Buchgesellschaft, Darmstadt 1993, ISBN 3-534-08807-7.
- Wolfgang Zeev Rubinsohn: Der Spartakus-Aufstand und die sowjetische Geschichtsschreibung. Universitätsverlag, Konstanz 1983, ISBN 3-87940-230-2.
- Éric Teyssier: Spartacus. Entre le mythe et l'histoire. Perrin Editions, Paris 2012, ISBN 978-2-262-03414-6.
- Theresa Urbainczyk: Spartacus. Ancients in Action. Bristol Classical Press, London 2004, ISBN 1-85399-668-8.
- Theresa Urbainczyk: Slave Revolts in Antiquity. Acumen Publishing Limited, Stocksfield 2008, ISBN 978-1-84465-102-3.

### Beletristică (selecție)
- Howard Fast: Spartacus.New York 1951, dt.: Spartacus. Dietz, Berlin/Ost 1953, ISBN 3-293-20326-4.
- Herbert Friedrich: Sohn des Apollon. Berlin/Ost 1983, ISBN 3-358-00145-8.
- Raffaello Giovagnoli: Spartacus, Feldherr der Sklaven. Italien 1874, dt.: Berlin/Ost 1951.
- Arthur Koestler: Die Gladiatoren. Bern und Stuttgart 1960, ISBN 3-203-50730-7. (Original: The gladiators. New York 1939)
- Wolfgang Schumann: Der Stern aus der Tiefe. Ein Spartacus-Roman. Saale 1959.
- Hans Dieter Stöver: Spartacus, Sklave und Rebell. Düsseldorf 1977, ISBN 3547787971.